# Aphnaeus guttatus
Aphnaeus guttatus är en fjärilsart som beskrevs av Carl Plötz 1880. Aphnaeus guttatus ingår i släktet Aphnaeus och familjen juvelvingar. Inga underarter finns listade i Catalogue of Life.